# Tordis Lerøen
Tordis Lerøen es una deportista noruega que compitió en vela en la clase Europe. Ganó dos medallas de bronce en el Campeonato Mundial de Europe, en los años 1986 y 1989.

## Palmarés internacional
| Campeonato Mundial | Campeonato Mundial   | Campeonato Mundial | Campeonato Mundial |
| Año                | Lugar                | Medalla            | Clase              |
| ------------------ | -------------------- | ------------------ | ------------------ |
| 1986               | Helsinki (Finlandia) | Medalla de bronce  | Europe             |
| 1989               | Oxelösund (Suecia)   | Medalla de bronce  | Europe             |